# János Aczél

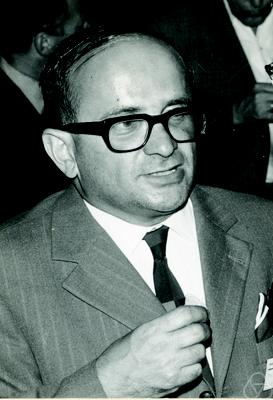
Aczél 1970

János D. Aczél (* 26. Dezember 1924 in Budapest; † 1. Januar 2020) war ein ungarisch-kanadischer Mathematiker.
Aczél wurde 1947 bei Leopold Fejér an der Universität Budapest in Budapest promoviert und war Professor an der Universität Debrecen, wo er 1952 bis 1965 die Abteilung Analysis leitete, und danach seit Ende der 1960er Jahre an der University of Waterloo. 1993 wurde er dort emeritiert. Er war Fellow der Royal Society of Canada (1971) und auswärtiges Mitglied der Ungarischen Akademie der Wissenschaften (1990).
Aczél war für seine Beiträge zur Theorie der Funktionalgleichungen bekannt, über die er mehrere Monographien schrieb und die er in der Informationstheorie, den Sozialwissenschaften und der Verhaltensforschung anwandte. Er war erster Herausgeber der Aequationes Mathematicae.
Er war fünffacher Ehrendoktor (unter anderem Karlsruhe 1990, Graz 1995, Debrecen 2003). 1961 erhielt er den Mano-Beke-Gedächtnispreis und 1962 den Preis der Ungarischen Akademie der Wissenschaften. 1962 hielt er einen Vortrag auf dem Internationalen Mathematikerkongress in Stockholm (Some recent results and problems on functional equations).

## Schriften
- mit Jean Dhombres: Functional equations in several variables. With applications to mathematics, information theory and the natural and social sciences (= Encyclopedia of Mathematics and its Applications. 31). Cambridge University Press, Cambridge u. a. 1989, ISBN 0-521-35276-2 (2. Auflage. ebenda 2006).
- A short course on functional equations. Based upon recent applications to social and behavioral sciences. Reidel u. a., Dordrecht u. a. 1987, ISBN 90-277-2376-1.
- als Herausgeber: Functional equations. History, applications and theory (= Mathematics and its Applications. 12). Reidel, Dordrecht u. a. 1984, ISBN 90-277-1706-0.
- mit Zoltán Daróczy: On measures of information and their characterizations (= Mathematics in Science and Engineering. 115). Academic Press, New York NY u. a. 1975, ISBN 0-12-043760-0.
- On Applications and theory of functional equations (= Elemente der Mathematik vom höheren Standpunkt aus. 5, ZDB-ID 543159-1). Birkhäuser, Basel u. a. 1969.
- Ein Blick auf Funktionalgleichungen und ihre Anwendungen. Deutscher Verlag der Wissenschaften, Berlin 1962.
- Vorlesungen über Funktionalgleichungen und ihre Anwendungen (= Lehrbücher und Monographien aus dem Gebiete der exakten Wissenschaften. Mathematische Reihe. 25, ISSN 1010-724X). Birkhäuser, Basel u. a. 1961, (englisch: Lectures on functional equations and their applications (= Mathematics in Science and Engineering. 19, ISSN 0076-5392). Academic Press, New York NY u. a. 1966).
- mit Stanisław Gołąb: Funktionalgleichungen der Theorie der geometrischen Objekte (= Monografie matematyczne. 39, ISSN 0077-0507). Panstwowe Wydawnietwo Naukowe, Warschau 1960.

## Verweise
1. ↑  We remember Distinguished Professor Emeritus János Aczel. Department of Pure Mathematics, University of Waterloo, 8. Januar 2020, abgerufen am 12. Januar 2020 (englisch).
2. ↑  Mathematics Genealogy Project

| Personendaten    | Personendaten                      |
| ---------------- | ---------------------------------- |
| NAME             | Aczél, János                       |
| ALTERNATIVNAMEN  | Aczél, János D.                    |
| KURZBESCHREIBUNG | ungarisch-kanadischer Mathematiker |
| GEBURTSDATUM     | 26. Dezember 1924                  |
| GEBURTSORT       | Budapest                           |
| STERBEDATUM      | 1. Januar 2020                     |